# U 34 (U-Boot, 2007)
U 34 ist ein U-Boot der Deutschen Marine vom Typ 212A.

## Geschichte

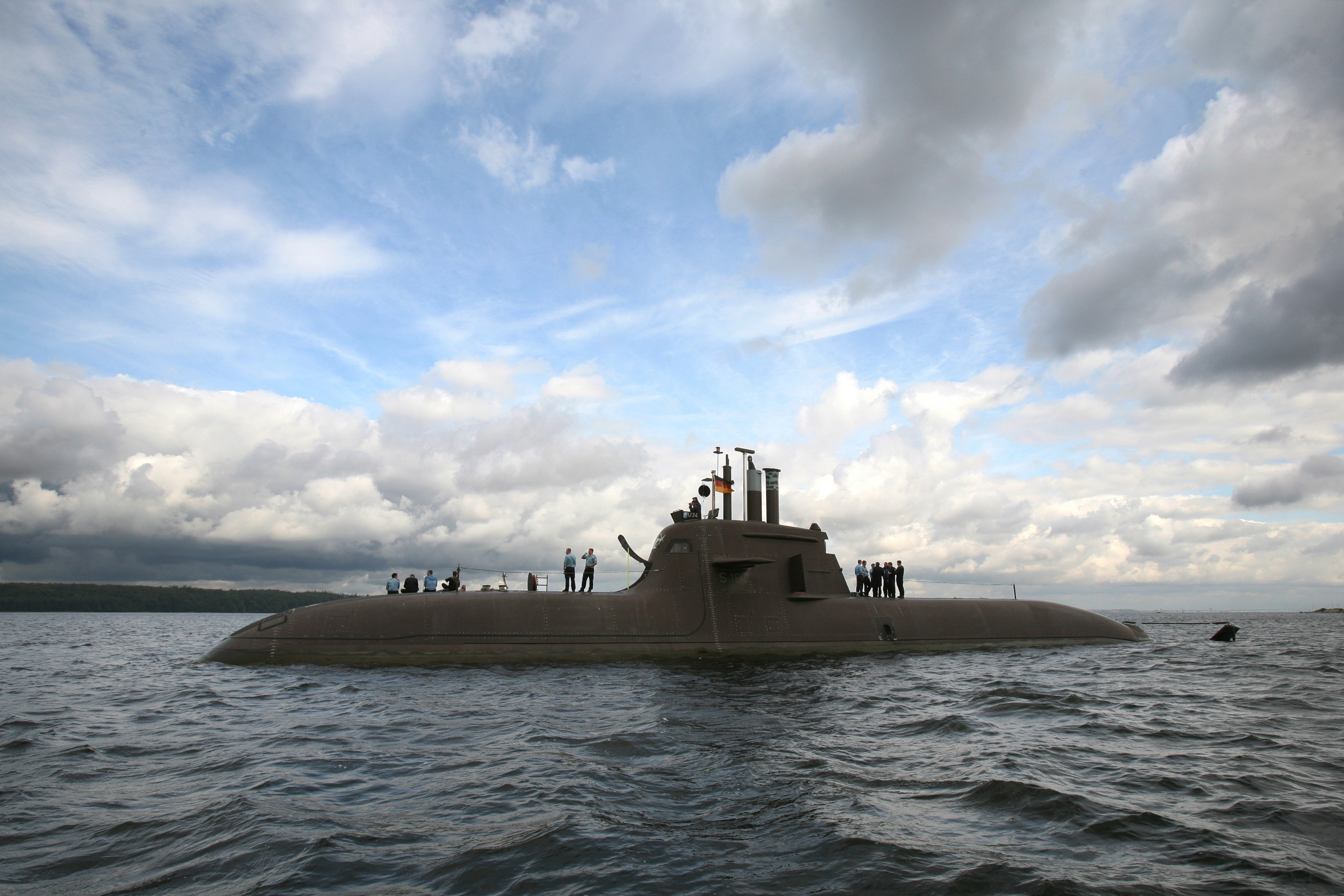
Das Unterseeboot U 34 der Uboot-Klasse 212 A in der Flensburger Förde.

Als letztes von vier Booten des ersten Bauloses der U-Boot-Klasse 212A wurde U 34 bei den Nordseewerken in Emden auf Kiel gelegt.
Die offizielle Indienststellung erfolgte am 3. Mai 2007 und es gehört zum 1. Ubootgeschwader mit Heimathafen Eckernförde.
Am 22. Januar 2009 lief es aus dem Marinehafen Eckernförde Richtung Mittelmeer aus, um an der Operation Active Endeavour gegen den internationalen Terrorismus teilzunehmen.
Im Mai 2011 lief U 34 ein weiteres Mal in Richtung südöstliches Mittelmeer aus, um an der Operation Active Endeavour teilzunehmen. Dabei wurde erstmals das Mehrbesatzungskonzept erprobt. Bis zu ihrer Rückkehr, am 11. Dezember 2011, fuhren so drei Besatzungen das Boot. Das Konzept wurde daraufhin als Erfolg gewertet, da die zeitliche Belastung für die Soldaten deutlich gesenkt und die Stehzeit des Bootes erheblich verlängert werden konnte sowie an Transitzeit gespart wurde.
Bekannt wurde das Boot auch dadurch, dass Claudia Neben als erste U-Bootkommandantin der Bundesmarine U 34 kommandiert.

## Kommandanten
| Dienstgrad       | Name             |
| ---------------- | ---------------- |
| Korvettenkapitän | Arne Herrler     |
| Korvettenkapitän | Stephan Pfeiffer |
| Korvettenkapitän | Michael Rudat    |
| Fregattenkapitän | Nils Kirschall   |
| Korvettenkapitän | Claudia Neben    |

## Patenschaft
Die Patenschaft für das U-Boot übernahm die bayerische Stadt Starnberg.